# Giuseppe Siboni

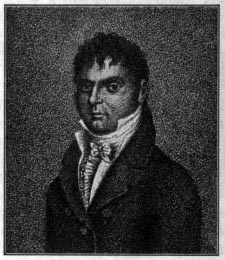
Giuseppi Siboni.

Giuseppe Siboni, född 27 januari 1780 i Forlì, död 28 mars 1839 i Köpenhamn, var en italiensk tenorsångare. Han var far till Erik Siboni.
Siboni firades under en lång följd av år som opera- och konsertsångare i åtskilliga europeiska storstäder. Han blev 1819 direktör för kungliga teaterns sångskola i Köpenhamn och upprättade där 1827 ett konservatorium. Bland hans elever märks Jørgen Christian Hansen, Christian Julius Hansen och Peter Schram.